# ポンテギ
ポンテギ（朝: 번데기）とは、カイコの蛹を茹で、または蒸して味付けした朝鮮料理のおつまみ。朝鮮語で「蛹」を意味する。南大門市場など人の多く集まる場所に多い屋台、レストラン、居酒屋で一般的で、缶詰も出回っている。特有の臭いがあり、慣れない者には食べづらい。屋台での販売では、鍋の中の蛹を紙コップに入れて販売しているのが一般的で、爪楊枝が付いてくる。2011年現在、紙コップ1杯で1000ウォン前後である。(日本円で約100円)
日本では一部の韓国料理愛好家を除けばゲテモノ料理として認知されている。